# Nationaal Steun Fonds

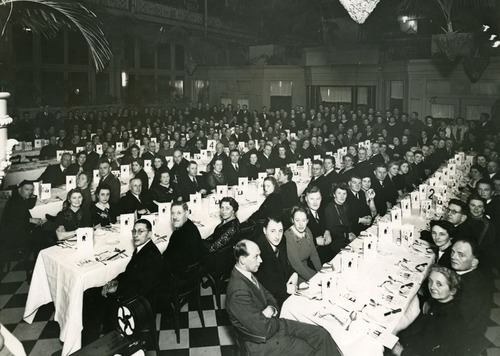
Naoorlogse groepsfoto van ongeveer tweehonderd Nationale Steunfonds medewerkers in 1946

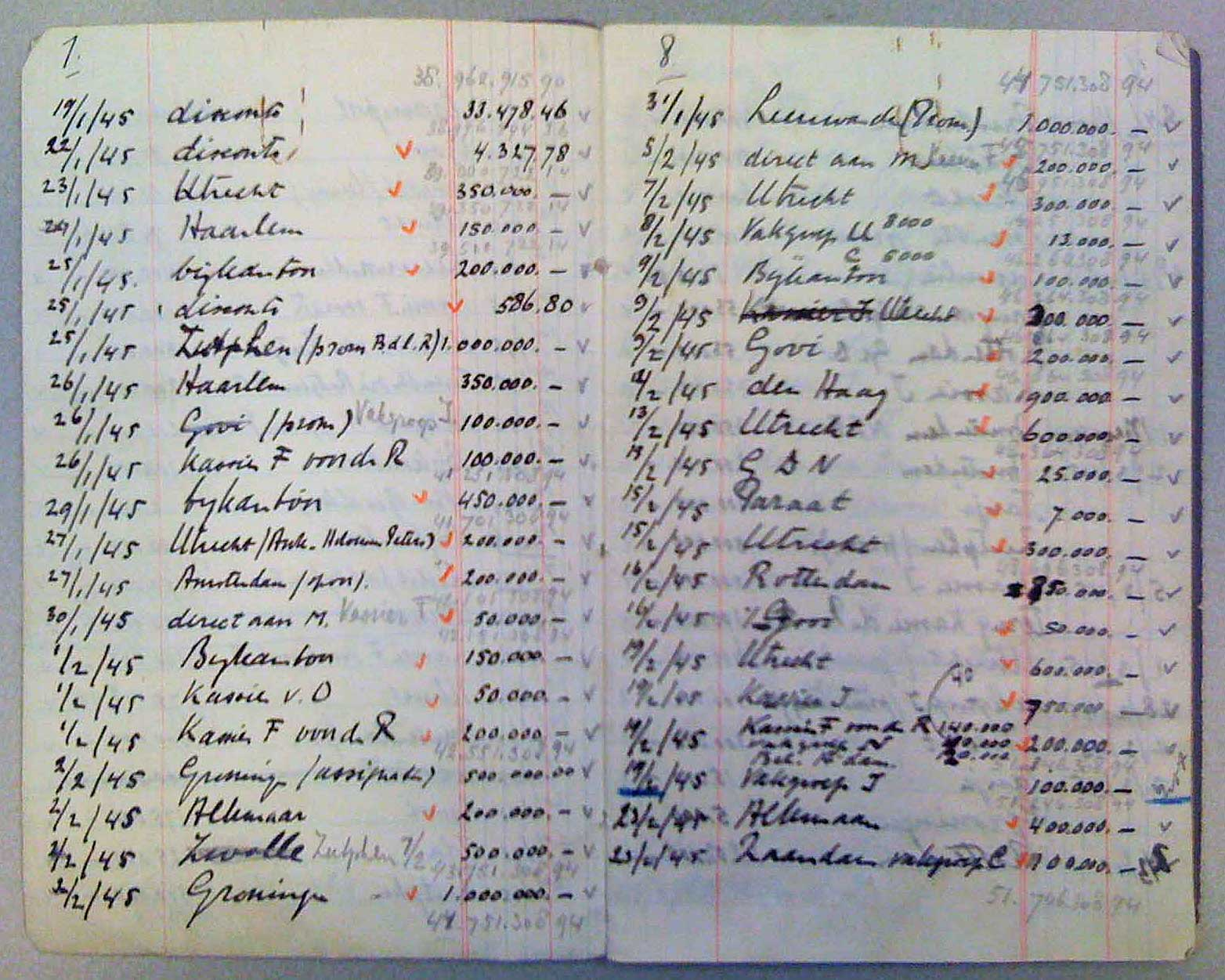
Notitieboekje met aantekeningen van betalingen ten behoeve van spoorwegstakers en verzetsgroepen

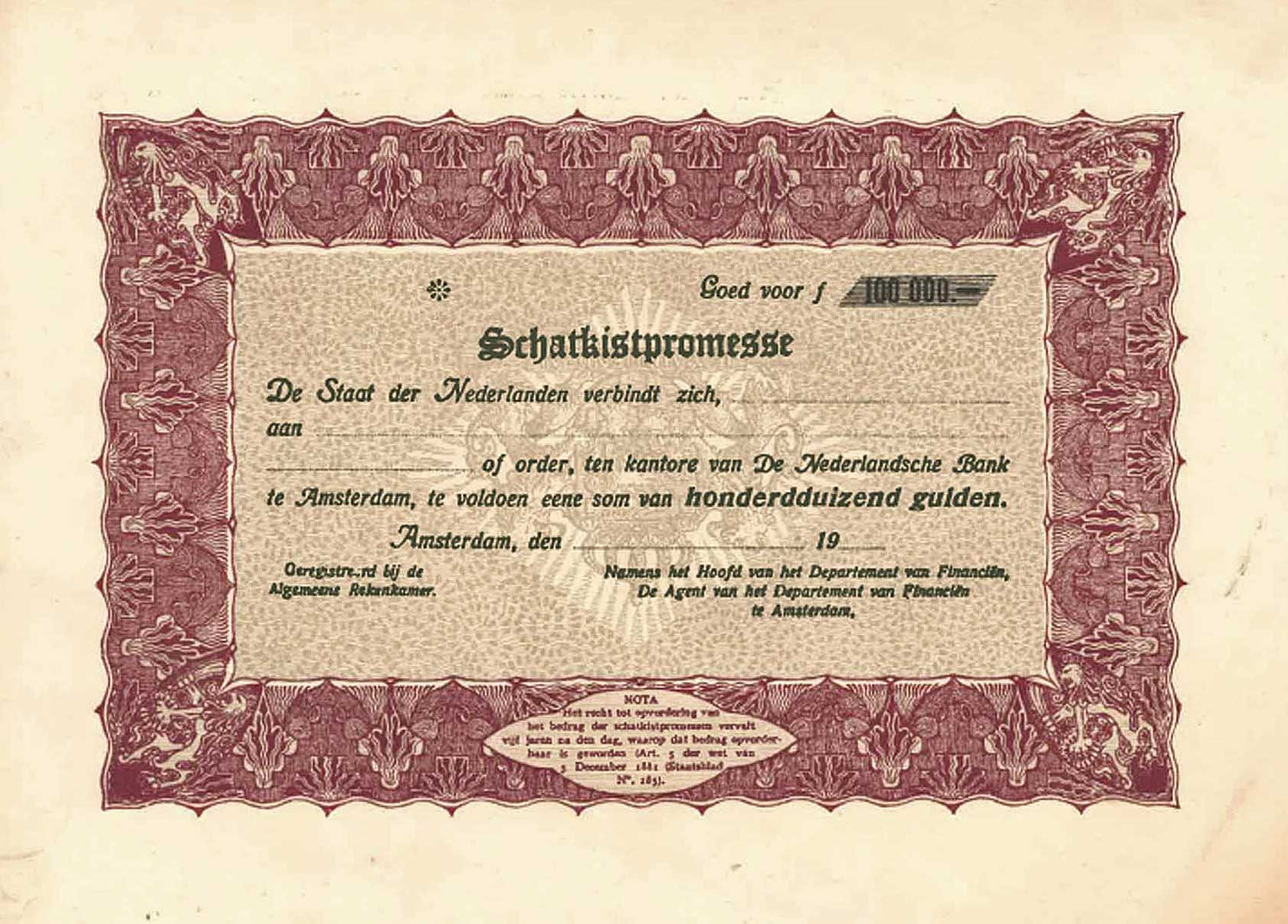
Vervalste schatkistpromesse

Het Nationaal Steun Fonds (NSF) was een brede verzetsorganisatie in de Tweede Wereldoorlog die behulpzaam was bij het financieren van de illegaliteit en de onderduik in Nederland. Het fonds werd ook wel de bankier van het verzet genoemd.

## Ontstaansgeschiedenis
In december 1940 richtte de gewezen marineman Iman Jacob van den Bosch in Eindhoven een verzetsgroep op die de naam Tromp kreeg. Hij werkte toen als directeur bij de buitenlandse expeditiedienst van Philips. De heren P. J. Kroon en Josef Arnold ('Joep') Tromp, notaris te Deurne, richtten het bijbehorende Trompfonds op. Het doel van de groep was het financieel steunen van de gezinnen van de Nederlandse zeevarenden die na het begin van de oorlog in dienst van de geallieerden waren gekomen. Dat waren er zo'n 18.000. Later ging het meer algemeen om ondersteuning van onderduikers en hun gezinnen.
Op last van de Duitse bezetter werd in april 1941 aangekondigd dat het betalen van gelden aan gezinnen van zeevarenden in dienst van de geallieerden zou worden stopgezet. Door kapitein Abraham Filippo, gezagvoerder bij de Holland-Amerika Lijn, werd daarna een steunfonds opgericht waaruit uitkeringen aan de betrokken gezinnen gedaan konden worden. Deze organisatie kreeg de naam de Zeemanspot mee. Bij de oprichting van plaatselijke hulpcomités vond hij een enthousiaste medewerker in de bankier en oud-koopvaardijofficier Walraven van Hall. In oktober 1941 werd het Duitse besluit geëffectueerd. De achtergebleven gezinnen konden vanaf dan alleen nog aanspraak maken op een minimale steun volgens de normen van Maatschappelijk Hulpbetoon.
In Nederland ontstonden in de eerste jaren van de oorlog vele van dit soort verzetsgroepen. Zij zamelden contant geld in en verdeelden dat later onder de zeemansgezinnen. Omdat er ook behoefte was aan materiële ondersteuning hebben Jan Verschure uit Hilversum en Jan Bottema het Natura Apparaat in het leven geroepen. Zij waren beiden inspecteurs van de Rijksverkeersinspectie en konden dus over een auto beschikken. Begin 1942 kwam er een contact tussen deze verschillende groepen tot stand. Van den Bosch en van Hall wisten deze groepen samen te voegen onder de mantel van het Nationaal Steun Fonds. In de loop van 1942 bleek dat er ook andere groepen mensen waren die hulp nodig hadden. Dit gold bijvoorbeeld voor ondergedoken joden en gezinnen van ondergedoken beroepsofficieren. Later kwamen daar de gezinnen van mensen die ondergedoken waren bij vanwege de verplichte aanmelding voor de arbeidsinzet. Na 17 september 1944 vormde de spoorwegstaking van 30.000 personeelsleden een extra belasting voor de NSF. De voortzetting van de staking is de verdienste van deze organisatie geweest.

## Organisatie
In de loop van de oorlogsjaren groeide het NSF uit tot een organisatie waarbij een kleine 2000 mensen betrokken waren. 84 van hen zijn in de oorlog door de nazi's vermoord. Het werk kreeg een grote omvang, eind augustus 1944 bewogen de uitgaven zich tussen de 1,5 miljoen en 2 miljoen per maand. Voor het bijeenbrengen van geldmiddelen was er een inzamelafdeling. Daarnaast kende de organisatie een opspoor- en contactafdeling. Deze hield zich bezig met het opsporen en onderzoeken van de in aanmerking komende gevallen en het vaststellen van het bedrag van de uitkeringen. De distributieafdeling betaalde de steunbedragen uit. Verder was er de administratieafdeling Disconto Instituut en de centrale financieringsinstelling die de leningen afsloot en registreerde. Vakgroep J verzorgde de steun aan joodse landgenoten. In grote plaatsen was er zowel een aparte onderzoeksafdeling als een opsporingsafdeling.

### De leiding
De leiding van de organisatie werd gevormd door drie mannen, er was ondersteuning van een groot aantal mensen in heel Nederland. Walraven van Hall nam het westen van Nederland onder zijn hoede. Hij werkte onder verschillende schuilnamen: Van Tuyl, Barends, oom Piet en zijn bekendste: de Olieman. Op 27 januari 1945 werd op het kantoor de voltallige vergadering van het L.W.C. door de Grüne Polizei opgepakt en gevangengezet, daaronder Van Hall. Als represaille voor de op een lid van de Feldgendarmerie gepleegde aanslag werd hij op 12 februari 1945 met enkele anderen in Haarlem-Noord gefusilleerd. Iman Jacob van den Bosch kreeg het noorden en oosten toebedeeld. Zijn schuilnaam was Pa van den Berg. Hij werd op 28 oktober 1944 in Kamp Westerbork gefusilleerd nadat hij enige dagen eerder in Groningen was opgepakt. Als derde leidinggevende nam A.J. Gelderblom het zuiden van Nederland voor zijn rekening. Het verzetsnetwerk was grondig verstoord en het duurde weken voor de organisatie via andere kanalen kon worden voortgezet.

## Fondsenwerving
In eerste instantie waren de giften van Nederlanders de belangrijkste bron van inkomsten. Minister Steenberghe stelde op 17 april 1941 via Radio Oranje dat de Nederlandse regering garant zou staan voor financiële steun aan de families van zeevarenden. Later gaf hij via hetzelfde radiokanaal twee garanties tot terugbetaling van leningen voor in totaal 30 miljoen gulden aan het NSF af. Van Hall ontwikkelde met verlopen waardeloze effecten een administratiesysteem waarmee de inkomsten van het NSF administratief inzichtelijk werden. Het bedrag dat een geldschieter aan het NSF leende werd op het aandeel vermeld. Alle administratie ging verder op het nummer van het aandeel. Derden zouden uit deze administratie nooit enige naam van een geldschieter kunnen herleiden. Van de ontvangende partij werd een kwitantie gevraagd. De leden van het NSF waren erg vindingrijk in het genereren en bewaren van gelden. Zo pleegden ze naar een suggestie van het hoofd van de afdeling beleggingen van de rijksfondsen, de grootste bankfraude uit de Nederlandse geschiedenis. De buit was 51 miljoen gulden. In Friesland werd op initiatie van Jan Evenhuis de zegel Nederland herrijst uitgegeven, om gelden voor het NSF te verkrijgen. Het NSF had goede contacten met de banken en werd waar mogelijk door de belasting geholpen. In totaal heeft het NSF in de oorlog 84 miljoen gulden doorgesluisd. De regeringsgarantie liep na enkele aanvullingen uiteindelijk op tot 80 miljoen gulden. Medewerkers van de Rijkspostspaarbank maakten schatkistpromessen na welke voor 'echte' werden verruild, het verzet binnen de belastingdienst zorgde voor zeven ton, na de Februari-staking zegden Amsterdamse bankiers een bedrag van 3,5 miljoen toe.

## Het werkveld
De door het NSF gegenereerde gelden werden in principe onder drie groepen steun behoeftigen verdeeld. Allereerst waren er de vrouwen en gezinnen van de zeevarenden, oud-militairen en onderduikers die steun ontvingen. Daarnaast werd steun gegeven aan steungroepen zoals de Landelijke Organisatie voor Hulp aan Onderduikers (LO). Verder gingen er gelden naar verzetsorganisaties, zoals de Nederlandse Binnenlandse Strijdkrachten, de Ordedienst (OD), de Landelijke Knokploegen (LKP), de Illegale pers, het Natura Apparaat, de Persoonsbewijzencentrale (PBC) en de Raad van Verzet (RVV). Daarnaast werd er geld uitgegeven voor spionage. De Spoorwegstaking van 1944 is voor een groot deel door het NSF bekostigd.
Steunuitgaven ƒ 35.024.293
- landelijke steun NSF ƒ 22.353.760
- hulp aan Joodse onderduikers ƒ 4.690.518
- NSF hulp aan LO (Landelijke Organisatie voor Hulp aan Onderduikders) ƒ 580.125
- NSF hulp aan andere steungroepen ƒ 2.195.150
- Zeemanspot ƒ 5.204.740

Spoorwegstaking ƒ 37.124.464
Verzetsorganisaties ƒ 10.111.361
- Binnenlandse Strijdkrachten ƒ 4.341.541
- KP, OD, RVV (knokploegen, orde dienst, raad van verzet) ƒ 1.874.652
- geestelijk verzet ƒ 840.778
- persoonsbewijzen centrale ƒ 420.727
- illegale pers ƒ 494.247
- natura ƒ 796.071
- spionage ƒ 965.445
- verzet buiten georganiseerd verband ƒ 377.900

## Na de oorlog

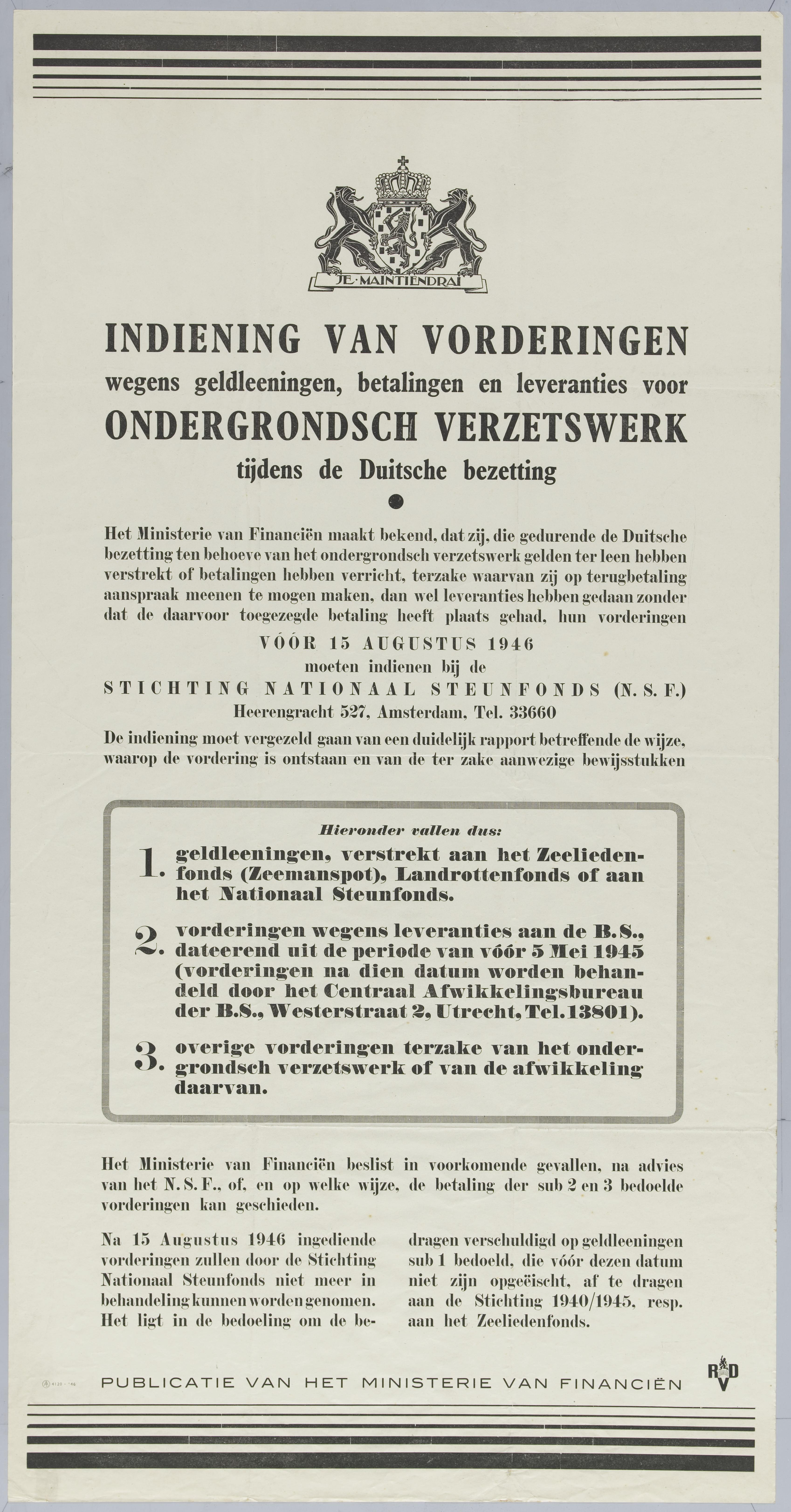
Oproep voor het indiening van vorderingen in 1946

Tot aan 5 mei 1945 is er in totaal ƒ 83.765.786 gulden besteed. Bij de bevrijding was nog ƒ 22.591.534 in kas. Na de bevrijding werd het NSF omgezet in de stichting Nationaal Steun Fonds en zette zijn ondersteuning nog een kwartaal voort tot de diverse ministeries zijn taken overnamen. Daarnaast wikkelde het zijn eigen zaken af om alle uitgaven te verantwoorden, adviseerde het de minister van financiën en was het behulpzaam bij het vinden van arbeidsplaatsen voor voormalige onderduikers. De aangegane schulden werden terugbetaald. In 1949 stelde de regering geen geld meer ter beschikking aan de Nederlandse Missie tot Opsporing van Vermiste Personen uit de Bezettingstijd (MtO). Het NSF heeft toen 200.000 gulden aan deze organisatie gedoneerd, waardoor die het werk af heeft kunnen maken. Het NSF is op 4 november 1953 opgeheven.

## Film
Over het verzetsverleden van Walraven van Hall en zijn broer Gijs van Hall is een gedramatiseerde bioscoopfilm gemaakt onder de titel Bankier van het verzet.